# Llista de municipis del País Basc

Mapa municipal del País Basc

- Municipis d'Àlaba
- Municipis de Baixa Navarra
- Municipis de Biscaia
- Municipis de Guipúscoa
- Municipis de Lapurdi
- Municipis de Navarra
- Municipis de Zuberoa